# خطة تعلم
خطة التعلم هي وثيقة، في بعض الأحيان تكون تفاعلية أو وثيقة على الإنترنت، تستخدم في تصميم التعلم وعادة لمدة ممتدة من الزمن. ويمكن لأي كيان أن يكون لديه خطة تعلم. كثيرا ما تستخدم من قبل الأفراد على تخطيط وإدارة العملية التعليمية الخاصة بهم، ولكن يمكن أن تستخدم أيضا من قبل فرق وجماعات الممارسة أو المنظمات. ويمكن لخطة المستوى التنظيمي أن تكون مؤلفة من مجموع الخطط كما أن تضيف معلومات عن الاحتياجات الطارئة لتعلم المنظمة بشكل عام. ويمكن لتطوير وصيانة وتحديث خطة التعلم إثراء حياة الفرد كما أن تبادل خطط التعلم يمكن أن تساعد على تعزيز المجتمع.

## مكونات الخطة التعليمية
تكون خطة التعليم جيدة إذا كانت وثيقة بليغة تجتمع فيها العناصر التالية:
مجموعة من أهداف التعلم لـ الشخص (أو المؤسسة) تحقيقها في غضون مدة محددة من الزمن.
يكون من المفيد غالبا أن تقسم الأهداف الكبيرة لأهداف فرعية أصغر تتيح المزيد من التحكم الأهداف التي يمكن تحقيقها في غضون أسابيع أو أشهر.
يجب أن يكون لكل هدف تعلم (أو هدف فرعي) سلسلة من الخطوات الملموسة أو الإجراءات التي ترشد للتحرك نحو هذا الهدف. وينبغي أن تكون الإجراءات سلوكيات فعلية. مثلا، كتابة مقال عن جودة الويكيبيديا هي مثال على إجراء صحيح. أو، إذا كان الهدف هو تعلم "فهم الطبخ الهندي"، فإن إعداد طبق مسالا قد يكون الإجراء المناسب.
ينبغي على كل عمل أن يرتبط بواحدة أو أكثر من الموارد ومن الأدلة.
الموارد هي أن أي شيء يمكن أن يستخدم لتحقيق الإجراءات المطلوبة لتحقيق هدف التعلم. واحدة من أفضل الموارد هو المعلم أو المدرب، ولكن هناك العديد من من المارد الأخرى، بما في ذلك الكتب، والدورات، والسفر، والإنترنت. وبمجرد أن يتم تطبيق الموارد غالبا ما يكون من المفيد تحديد مدى فعاليته، وبخاصة في الحالات التي يتم فيها تقاسم خطة التعلم.
وتستخدم الأدلة كوسيلة اثبات أن إجراء ما قد اتخذ، وانه تم إحراز تقدم نحو الهدف، وفي النهاية لاثبات تحقيق هذا الهدف. يمكن أن تكون الإثباتات خاص، في حالات لا يحتاج الشخص إلى شرح ان الهدف تحقق لأشخاص آخرين أن تحقق هذا الهدف، أو يكون معلن للملاء عندما يكون مطلوب أدلة.

## أنماط التعلم
ويمكن استخدام خطة التعلم للعديد من انماط التعلم. ونعرض فيما يلي واحد من التصنيفات المتداولة:
- ثقافة—تعلم شخص عن نفسه أو عن غيره من الناس أو عن إحدى الثقافات.
- المالية—تعلم كيفية إدارة الأموال، وكيفية عمل المال في الاقتصاد
- البدنية—يمكن للياقة البدنية أن تكون شكلا من أشكال التعلم ويمكن استخدامها خطة تعلم لتحسين ومتابعة اللياقة البدنية للشخص.
- السياسية (المواطنة) -- تعلم المزيد حول نظام الحكم في أو حقوق وواجبات المواطنة
- العلاقاتية—ما يجب تعلمه حول الإنسان فيما يتعلق بالعلاقات، وكيفية تحسين فعالية العلاقات.
- الروحية—تعميق فهم البعد الروحي للحياة؛ للصلاة وللتأمل.
- العمل—التعليم المهني

وغالبا ما تكون لخطة التعلم أجزاء خاصة بالشخص أو تكون مكشوفة لمجموعة محددة أو تكون لعامة الناس.

## إدارة خطة التعلم
تكون خطط التعلم أكثر فعالية عندما تراجع وتتطور بشكل منظم. واحد طرقة القيام بذلك هو استخدام الخطة تعلمية لتعقب النشاط اليومي، ويفضل أن تكون مرتبطة ببعض أهداف التعلم. مثلا، يقوم الدراج بمراقبة مساره يشكل يومي، أو ان يستعمل المدونة لمراقبة تطور تعلمه، وهلم جرا. امهم هو دمج التعلم مع مخطط متابعة التعلم بشكل يومي.

## خطط التعلم، وثائق التعلم والحافظة الإلكتروني
عندما تتطور خطة التعلم، وتحقق الأهداف، يتم جمع الأدلة لتصبح وثيقة تعلم. أصبح هناك الكثير من الاهتمام بوثائق التعلم أو بحافظة السجلات الإلكترونية في علم أصول التدريس الحديثة والاندراغوجيا. والجدير ملاحظته أن خطة التعلم تتطلع إلى ما يجب تحقيقه (أي للمستقبل) أما وثيقة التعلم تتطلع على ما تم انجازه (أي الماضي). وجهان لعملة واحدة.

## مشهد التعلم
مشهد التعلم هو مفهوم أشمل بالمقارنة مع خطط التعلم. إذ يضع الفرد في مركز عمليية التعلم ليسمح لهم بالتواصل مع الغير من المتعلمين وبالتالي خلق مجتمعات محلية على الإنترنت.
يجمع مشهد التعلم بين قوة الحافظة الإلكترونية وقوة الشبكات الاجتماعية. ويستند عادة مشعد التعلم على مصالح وأسلوب تفكير ومهارات وكفاءة الفردية. من خلال تقاسم نفس التطلعات والأفكار، يمكن للاعضاء تقديم الدعم والتشجيع لبعضهم.
تقدم أدوات مثل إلغ (Elgg)  تسهيلات لتطوير مشاهد التعلم.

## الروابط الخارجية
جامعة ييل يوفر الدعم الفعال لموظفيها التعلم الخطط وهناك عدد من الوثائق المفيدة في موقعها.
وهناك شعور متزايد لدعم مصادر المفتوحة للمحفظة الإلكترونية.

## راجع أيضًا
- بيئة تعلم شخصية
- مستعرضة إلكترونية
- منحنى التعلم
- بحث تربوي